# Alfa Romeo Giulietta (1977)
El Alfa Romeo Giulietta (Tipo 116), es un automóvil del segmento D producido por el fabricante italiano Alfa Romeo entre los años 1977 y 1985 fabricado en la planta de Arese en Milán.

## Historia
El coche fue presentado en noviembre de 1977 y, si bien tomó su nombre de la Giulietta original de 1954 a 1965, fue un nuevo diseño basado en el chasis del Alfa Romeo Alfetta, incluyendo su transaxle, esto es la caja de cambios en la parte trasera del coche haciendo un grupo con el diferencial conectado directamente a los ejes de las ruedas motrices.
El Giulietta pasó por dos remodelaciones, el primero en 1981 y el segundo en 1983. Todos los Giuliettas utilizan transmisiones manuales de 5 velocidades.
Si bien se trataba de una caja de tres volúmenes con carrocería tipo berlina convencional, un punto de diferencia que lo define estaba en la parte trasera, donde había un baúl corto, y un pequeño alerón aerodinámico, integrado en la carrocería. El Giulietta sólo se ofrecía en berlina, pero hubo varias conversiones de familiar/rural hechas.

## Modelos
- Primera serie (1977-1981)
- Segunda serie (1981-1983)
- Tercera serie (1983-1985)

## Motorizaciones
| Modelo      | Motor               | Cilindrada | Potencia                            | Par motor                         | Velocidad máxima     | 0-100 km/h | Producido |
| ----------- | ------------------- | ---------- | ----------------------------------- | --------------------------------- | -------------------- | ---------- | --------- |
| 1.3         | DOHC 4 cil en línea | 1357 cc    | 95 CV (70 kW; 94 hp) a 6,000 rpm    | 121 N·m (89 lbs-pie) a 4,500 rpm  | 165 km/h (102,5 mph) | 12.7 s     | 1977-1983 |
| 1.6         | DOHC 4 cil en línea | 1570 cc    | 109 CV (80 kW; 108 hp) a 5,600 rpm  | 143 N·m (105 lbs-pie) a 4,300 rpm | 175 km/h (108,7 mph) | 11.3 s     | 1977-1985 |
| 1.8         | DOHC 4 cil en línea | 1779 cc    | 122 CV (90 kW; 120 hp) a 5,300 rpm  | 167 N·m (123 lbs-pie) a 4,000 rpm | 180 km/h (111,8 mph) | 9.6 s      | 1979-1985 |
| 2.0         | DOHC 4 cil en línea | 1962 cc    | 130 CV (96 kW; 128 hp) a 5,400 rpm  | 178 N·m (131 lbs-pie) a 4,000 rpm | 185 km/h (115 mph)   | 9.4 s      | 1980-1985 |
| Turbodelta  | DOHC 4 cil en línea | 1962 cc    | 170 CV (125 kW; 168 hp) a 5,000 rpm | 283 N·m (209 lbs-pie) a 3,500 rpm | 206 km/h (128 mph)   | 7.5 s      | 1984-1985 |
| Turbodiésel | 4 cil en línea      | 1995 cc    | 82 CV (60 kW; 81 hp) a 4,300 rpm    | 162 N·m (119 lbs-pie) a 2,300 rpm | 155 km/h (96,3 mph)  | 19.4 s     | 1982-1985 |